# Ларедо, Хайме
Хайме Ларедо (исп. Jaime Laredo; род. 7 июня 1941, Кочабамба, Боливия) — американский скрипач и дирижёр боливийского происхождения.

## Биография и творчество
Начал заниматься музыкой в пятилетнем возрасте и в 1948 году был привезён в США для продолжения образования. Занимался сперва у Антонио Деграсса и Фрэнка Хаузера, затем с 1953 году в Кливленде у Джозефа Гингольда, а позднее в Кёртисовском институте у Ивана Галамяна и Яши Бродского. В 1959 году стал лауреатом Международного конкурса имени королевы Елизаветы, годом позже дебютировал на сцене Карнеги-холла.
Активно концертирует как солист, с 1976 года играет в составе фортепианного трио (вместе с женой, виолончелисткой Шэрон Робинсон). Практикует также в качестве дирижёра, с 1999 года главный дирижёр Вермонтского симфонического оркестра. В 2008—2009 гг. художественный консультант Форт-Уэйнского филармонического оркестра.
В 1975—1976 годах вместе с Гленном Гульдом исполнил и записал сонаты И. С. Баха для скрипки и фортепиано.

## Признание
В 1992 г. запись квартетов Брамса, сделанная Ларедо вместе с Исааком Стерном, Йо-Йо-Ма и Эмануэлем Аксом, была удостоена премии «Грэмми».